# Theo Saevecke

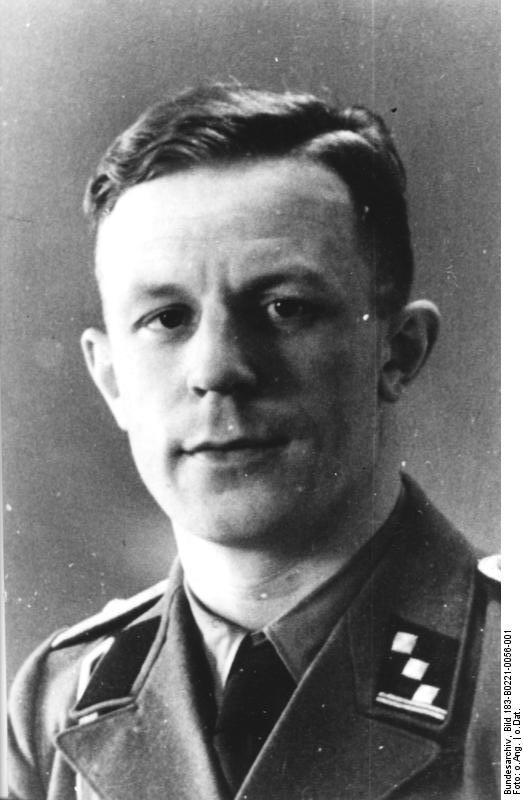
Theo Saevecke in der Uniform eines SS-Obersturmführers

Theodor Emil Saevecke (* 22. März 1911 in Hamburg; † 16. Dezember 2000 in Dissen am Teutoburger Wald) war ein deutscher SS-Hauptsturmführer und Kriegsverbrecher, der an der Organisation von Zwangsarbeit tunesischer Juden und an Geiselerschießungen im deutsch besetzten Italien beteiligt war. Nach 1945 arbeitete Saevecke für den amerikanischen Nachrichtendienst CIA und in führender Funktion beim deutschen Bundeskriminalamt.

## Leben
Als Sohn eines Feldwebels besuchte Saevecke die Realschule in Eutin und den realgymnasialen Zweig des Friedrich-Franz-Gymnasiums (Parchim). Er wechselte nach Ludwigslust und an das Katharineum zu Lübeck. Dieses Gymnasium verließ Saevecke im Februar 1930 als Unterprimaner vorzeitig. Saevecke begründete dies in der Zeit des Nationalsozialismus rückblickend, die Schule habe „unter jüdischer und marxistischer Leitung“ gestanden. Saevecke wurde Offiziersanwärter der Handelsmarine und fuhr zwischen Dezember 1930 und Juni 1932 auf dem Segelschulschiff Padua zweimal an die Westküste Südamerikas. Später nahm er auf der Viermastbark Priwall an der Weizenregatta nach Australien teil. Am 27. März 1934 schied er aus der Seefahrt aus, drei Tage später heiratete er.
Ab dem 1. Oktober 1934 absolvierte Saevecke eine Ausbildung als Kriminal-Kommissaranwärter bei der Lübecker Polizei. 1937 besuchte er die Führerschule der Sicherheitspolizei; den Schulbesuch beendete er mit der erfolgreichen Prüfung zum Kriminalkommissar. Saevecke wechselte nach Berlin und leitete dort das Brand- und Katastrophendezernat, zusätzlich bearbeitete er Mordfälle. Im November 1938 organisierte er die erste Fernsehfahndung. Der Fernsehsender Berlin zeigte den Mantel eines Mannes, der Wochen zuvor einen Taxifahrer ermordet haben sollte.
Am 29. Juni 1926 war Saevecke in Parchim Mitglied und Gruppenführer der Schilljugend, einer Unterorganisation des Freikorps von Gerhard Roßbach geworden. Am 15. Dezember 1928 trat er zur SA über; am 1. Februar 1929 wurde er Mitglied der NSDAP (Mitgliedsnummer 112.407). In der SA war Saevecke nach eigenen Angaben bis 1938 aktiv. Zu einem nicht genau bekannten Zeitpunkt wurde er Mitglied der SS (SS-Nr. 396.401).

### Einsatzgruppen in Polen und Tunesien
Am deutschen Überfall auf Polen im September 1939 nahm Saevecke als Mitglied der Einsatzgruppe VI teil. Aufgabe der damaligen „Intelligenzaktion“ war die „Bekämpfung aller reichs- und deutschfeindlichen Elemente rückwärts der fechtenden Truppe“. Die Einsatzgruppen begingen Morde an Angehörigen der polnischen Intelligenz, an Juden und Geiseln. Die Einsatzgruppe VI unter Erich Naumann war ab dem 9. September 1939 in der ehemaligen Provinz Posen eingesetzt. Nach der völkerrechtswidrigen Eingliederung des Gebiets als „Reichsgau Wartheland“ in das Deutsche Reich wurden durch einen Erlass Himmlers vom 20. November 1939 die Angehörigen der Einsatzgruppe zur Stapo-Leitstelle in Posen kommandiert. Saevecke leitete ein Mordkommissariat in der Stadt. Nach späteren Angaben eines CIA-Informanten soll Saevecke einer der drei Personen gewesen sein, die in einem Konzentrationslager nahe Posen die Hinrichtung von Russen, Zigeunern und Juden genehmigen konnten. Am 25. März 1941 wurde Saevecke in das Reichssicherheitshauptamt (RSHA) in das Referat V A2 versetzt, das für „Vorbeugende Verbrechensbekämpfung“ zuständig war.
Bereits im Juni 1940 hatte sich Saevecke zum „sicherheitspolizeilichen Kolonialdienst“ gemeldet. In Vorbereitung dieses Einsatz belegte er einen Lehrgang an der Führerschule des Sicherheitsdienstes Berlin-Charlottenburg. Hier lernte er SS-Hauptsturmführer Wilhelm-Heinrich Schmitz kennen. Danach absolvierte er 1941 noch einen Lehrgang an der Kolonialschule der italienischen Polizei in Tivoli bei Rom; ab 1942 wurde er als Verbindungsoffizier der Sicherheitspolizei und des SD zur italienischen Polizei in Libyen eingesetzt. Saeveckes Tätigkeit in Libyen fiel in die Zeit des Vormarschs und Rückzugs des Deutschen Afrikakorps unter Generalfeldmarschall Erwin Rommel. Im November 1942 wurde Saevecke zum Einsatzkommando von Walter Rauff nach Tunesien versetzt. Rauffs Kommando organisierte die Zwangsarbeit tunesischer Juden und erpresste hohe „Zwangsabgaben“ von den jüdischen Gemeinden in Tunis und Sousse, denen Saevecke ab 10. Dezember die Anweisungen zum Zwangsarbeitereinsatz erteilte. Nach den alliierten Erfolgen in der Schlacht um Tunesien verließ das Einsatzkommando am 9. Mai 1943 Tunesien in Richtung Italien. Aus Sicht seines späteren Vorgesetzten Karl Wolff, dem Höchsten SS- und Polizeiführer (HöSSPF) für Italien, hatte Saevecke „mit großem Erfolg die Judenfrage im tunesischen Raum bearbeitet“, so Wolff in der Begründung einer Ordensverleihung.

### „Bandenbekämpfung“ in Italien
Ab dem 1. Juli 1943 arbeitete Saevecke beim Befehlshaber der Sicherheitspolizei und des SD (BdS) im norditalienischen Verona. Am 13. September 1943 übernahm er die Führung des BdS-Außenkommandos Mailand und wurde damit der Chef der dortigen Gestapo. In dieser Funktion überwachte Saevecke persönlich die Verhaftung italienischer Widerstandskämpfer, zudem war er für die Deportation von mindestens 700 italienischen Juden in die Vernichtungslager verantwortlich.
Saevecke wurde als „Henker von Mailand“ bezeichnet, nachdem er am 10. August 1944 auf dem Mailänder Piazzale Loreto 15 italienische Geiseln als „Vergeltung“ öffentlich erschießen ließ. Am 8. August 1944 hatte der italienische Widerstand einen Bombenanschlag auf einen deutschen Militärlastwagen verübt, bei dem sechs italienische Zivilisten getötet und zehn verletzt wurden. Der deutsche Fahrer des Lastwagens wurde leicht an der Wange verletzt. Saevecke war an der Auswahl der erschossenen Geiseln beteiligt, nach italienischen Presseberichten trug der Befehl zur Erschießungsaktion seine Unterschrift. Unmittelbar nach dem Attentat in der Via Rasella vom 23. März 1944 hatte Albert Kesselring als Oberbefehlshaber der Wehrmacht in Italien die Erschießung von zehn Italienern für jeden getöteten Deutschen angeordnet.
Ebenfalls im August 1944 erschoss ein zehnköpfiges SS-Kommando unter Saeveckes Führung in Corbetta drei Männer, nachdem zuvor in dem Ort ein SS-Mitglied von Widerstandskämpfern getötet worden war. Geständnisse hatten die drei Männer nicht abgelegt. Am folgenden Tag erschienen Saevecke, sein Vorgesetzter Walter Rauff, 20 SS-Männer sowie 100 italienische Kollaborateure erneut in Corbetta. Die 20 km westlich von Mailand gelegene Gemeinde wurde umstellt und die männliche Bevölkerung auf einen Platz beordert. Von den Versammelten wurden fünf Männer ausgesucht und öffentlich erschossen. Die Häuser der Erschossenen wurden niedergebrannt. Saevecke habe sich, so sein Vorgesetzter Wolff im März 1944, „besonders in der Bandenbekämpfung in der Lombardei hervorgetan und bei fast allen Einsätzen in vorderster Linie im Kampf gegen die Partisanen gelegen. Seiner Einsatzfreudigkeit und Entschlusskraft ist es zu danken, dass die Bandenlage in der Lombardei auf ein möglichstes Mindestmaß herabgedrückt worden ist.“
Im April 1945 ließ Saevecke ein in Triest stationiertes SS-Kommando bestrafen. Dieses Kommando soll mit Juden „Tauschhandel“ betrieben haben. Im gleichen Monat wurde Saevecke von alliierten Truppen gefangen genommen.
Der Historiker Carlo Gentile zählt Saevecke zu Vertretern der Sicherheitspolizei und des SD in Italien, die Gewalt selektiv anwandten. Dabei wurde gegen kommunistische Widerstandskämpfer „besonders schonungslos“ vorgegangen, während sie nationale, liberale und katholische Vertreter der Widerstandsbewegung gelegentlich schonten. Gentile sieht in diesem, bereits in anderen besetzten Ländern praktizierten Verfahren die Absicht, politisch moderate Partisanen als „‚lebende Persilscheine‘ zu benutzen oder sie nach bewährter Geheimdienstmanier ‚umzudrehen‘, um die Partisanenfront zu spalten.“ In Italien sei der Versuch hinzugekommen, „sich vor den Alliierten als besonders effektive Experten für den Kampf gegen den Kommunismus, aber ansonsten sachlich oder sogar moderat darzustellen“, womit sich diese Personengruppe Optionen für die Nachkriegszeit offen gehalten habe.

### Internierung und Arbeit für die CIA
Saevecke arbeitete spätestens ab 1947 für den amerikanischen Nachrichtendienst Central Intelligence Agency; Anfang 1952 wurde er beim kurz zuvor gegründeten deutschen Bundeskriminalamt eingestellt. Zu Saeveckes Lebensweg wurden am 1. Februar 2002 Unterlagen der CIA freigegeben. Die Ergebnisse einer Aktenauswertung, die Historiker im Auftrag der US-amerikanischen Regierung vorgenommen hatten, wurden 2005 publiziert. Bereits 2001 veröffentlichte Dieter Schenk, der zuvor als Kriminalrat im BKA gearbeitet hatte, eine Untersuchung zur Gründungsgeschichte des BKA. Schenk kam zu dem Ergebnis, dass im Jahr 1959 von 47 leitenden BKA-Beamten 45 eine nationalsozialistische Vergangenheit hatten. Ungefähr die Hälfte, darunter auch Saevecke, seien als NS-Verbrecher im kriminologischen Sinne zu betrachten. Zum gleichen Thema erschien 2011 eine unter Leitung von Patrick Wagner entstandene Studie, die vom BKA beauftragt worden war.
In Verhören nach seiner Gefangennahme gab Saevecke seine Beteiligung an der Organisation der Zwangsarbeit von Juden in Tunesien sowie an den Erschießungen in Mailand und Corbetta zu, verschwieg jedoch seine Rolle bei der Tötung und Deportation von Juden in Italien. Saevecke wurde im Internierungslager Dachau interniert. Anfang Oktober 1947 wurde Saevecke aus amerikanischer in britische Obhut überstellt, da von britischer Seite eine Anklage wegen der in Italien verübten Morde vorbereitet wurde. Im November 1947 erklärte die britische Behörde, es bestehe kein Interesse an einer Anklageerhebung, und übergab Saevecke wieder den Amerikanern. Saevecke sei nicht Mitglied einer verbrecherischen Organisation gewesen, so die britischen Behörden. Zu diesem Zeitpunkt war die SS im Nürnberger Prozess zur verbrecherischen Organisation erklärt worden; den Briten war die SS-Mitgliedschaft Saeveckes aus Vernehmungen im Juni 1945 bekannt. Saevecke gab an, er sei die ganze Zeit des Krieges einfacher Polizeibeamter in Berlin gewesen. Die mit der Auswertung der CIA-Akten befasste Historikergruppe spricht von „klarer Schönfärberei“ und kommt zu dem Schluss, dass Saevecke bereits zu diesem Zeitpunkt unter dem Schutz amerikanischer Nachrichtendienste gestanden haben muss.
Im April 1948 wurde Saevecke aus der Internierung in Dachau entlassen. In der Entnazifizierung wurde am 25. August 1950 vom Spruchausschuss in Berlin „mit Rücksicht auf dreijährige Internierung eine Sühnezeit von 18 Monaten verhängt“. Im beginnenden Kalten Krieg wurde Saevecke beim Berliner CIA-Stützpunkt unter dem Decknamen „Cabanjo“ eingestellt. Im Gegensatz zu anderen ehemaligen Nationalsozialisten war Saevecke offenbar eine wertvolle nachrichtendienstliche Quelle und verfügte zudem bereits über einschlägige praktische Erfahrungen. Seine politischen Ansichten verschwieg Saevecke der CIA nicht: Saevecke sehne sich nach den Tagen zurück, in denen die NSDAP an der Macht war, so einer seiner Führungsoffiziere bei der CIA an Richard Helms; er sei der Ansicht, dass die Grundsätze des Nationalsozialismus richtig gewesen seien. Einem CIA-Vermerk vom Januar 1953 zufolge stand Saevecke zu seinem Vorgehen gegen die italienischen Partisanen. Für ihn seien die Partisanen Kommunisten gewesen, und die alliierte Unterstützung der Partisanen sei beklagenswert töricht gewesen. Es sei wenig sinnvoll, mit Saevecke hierüber zu streiten, da die Geschichte möglicherweise beweisen würde, dass er recht gehabt habe. Generell sei Nationalsozialismus ein Thema, das man Saevecke gegenüber besser vermeide.

### Kriminalrat beim Bundeskriminalamt
Noch im August 1951 gingen die CIA und Saevecke gleichermaßen davon aus, dass eine Rückkehr Saeveckes in den westdeutschen Polizeidienst unmöglich sei. Saevecke hatte sich im April 1950 beim Bundesinnenminister beworben; an seiner Einstellung war nach Angaben Schenks fast die gesamte Spitze des Bundesinnenministeriums beteiligt gewesen, darunter der Minister Gerhard Schröder (CDU) und der Staatssekretär Hans Ritter von Lex. Der für die Einstellung zuständige Max Hagemann hielt Saevecke „fachlich zweifellos zur Einstellung bei dem BKA. qualifiziert“, äußerte jedoch zunächst Bedenken wegen Saeveckes frühem Beitritt zur NSDAP. Ein Vermerk Hagemanns vom Dezember 1951 führte die SS-Mitgliedschaft Saeveckes auf die Dienstgradangleichung zurück und schätzte ihn „als unpolitische[n] und pflichtbewusste[n] Beamte[n] mit ausgesprochenem Gerechtigkeitsgefühl“ ein, der keinerlei Vorteile aus seiner NSDAP-Mitgliedschaft gezogen habe.
Saevecke wurde zum 10. Januar 1952 für die Sicherungsgruppe des BKA eingestellt. Nach Angaben des Chefs der Sicherungsgruppe, Paul Dickopf, vom April 1952 war Saevecke hauptsächlich mit der „Abwehr linksradikaler Gruppen“ beschäftigt und hatte die Ermittlungen zu einem Fall von Industriespionage geleitet. Im April 1953 leitete er die „Aktion Vulkan“, die Festnahme von 40 Personen, die der Spionage verdächtigt wurden. Die zunächst als Fahndungserfolg angesehene Aktion erwies sich als Fehlschlag, da ein Teil der Verhafteten unschuldig war und bei vielen die Beweise nicht für eine Anklage oder Verurteilung ausreichten. Im August 1953 zum Kriminalrat befördert, war Saevecke ab September 1953 Chef des Ermittlungsdienstes der Sicherungsgruppe und leitete ab 1955 ein Referat, das für Ermittlungen gegen östliche Nachrichtendienste zuständig war.
Im September 1953 nahm Saevecke in der italienischen Presse Ferruccio Parri gegen Vorwürfe in Schutz, er habe kollaboriert und Partisanen verraten. Parri war als führendes Mitglied des italienischen Widerstands im Januar 1945 verhaftet und in Mailand verhört worden; nach Kriegsende war er kurzzeitig italienischer Ministerpräsident. In den folgenden Monaten wiesen italienische Parlamentarier auf die Rolle Saeveckes in Mailand hin; 1954 wurde in Italien Saeveckes Verhaftung wegen Kriegsverbrechen gefordert. Das Bundesinnenministerium suspendierte Saevecke im Juli 1954 und leitete im Oktober ein Disziplinarverfahren gegen ihn ein. Die CIA, die Saevecke seit Januar 1952 nicht mehr als Agenten, sondern als Kontaktmann führte, gab entlastende britische Untersuchungen von 1947 an das Bundesinnenministerium weiter. Saevecke wurde dabei aufgetragen, er solle die Unterstützung durch die CIA den deutschen Behörden gegenüber nicht offenbaren. Der amerikanische Geheimdienst befürchtete, es könne auf deutscher Seite erkannt werden, dass die USA einen Spion im deutschen Sicherheitssystem unterhalte. Der Personalreferent des Innenministeriums kam vor Ort in Italien zu dem Ergebnis, die Zeugenaussagen seien widersprüchlich, beruhten weitgehend auf Hörensagen und es sei nicht mit ausreichender Sicherheit nachzuweisen, dass Saevecke an Übergriffen auf Juden und politische Gefangene beteiligt gewesen sei. 1955 wurde das Disziplinarverfahren nach neun Monaten aus Mangel an Beweisen eingestellt.
Im Oktober 1962 war Saevecke, mittlerweile stellvertretender Leiter der Sicherungsgruppe Bonn des BKA, in führender Funktion am Vorgehen der Sicherheitsbehörden gegen das Nachrichtenmagazin Der Spiegel beteiligt. Saevecke leitete – in Vertretung seines im Ausland weilenden Chefs Ernst Brückner – seit dem 27. Oktober 1962 die Aktion, die sich zur „Spiegel-Affäre“ ausweitete. Dabei war er an der Verhaftung des stellvertretenden Chefredakteurs Conrad Ahlers in Spanien beteiligt. Ahlers wurde unter Einschaltung von Interpol verhaftet, obwohl Interpol beim Vorwurf des Landesverrates nicht tätig werden durfte. Nach Angaben des Spiegels setzte sich Saevecke später dafür ein, „den inhaftierten SPIEGEL-Journalisten das ungewohnte Gefängnisleben zu erleichtern.“ Seinem Vorgesetzten Ernst Brückner machte Saevecke später schwere Vorwürfe: „Für dessen [Brückners] Verhalten bei der Einleitung der Spiegel-Sache ich wenigstens im Hinblick auf den Grund der Kampagne zwei Jahre büßen musste und der nicht den Mut fand zu sagen, ich bin der Leiter der Dienststelle, ich habe das Feuer mit geschürt, ich habe bis zur Nacht die entscheidenden Gespräche geführt und Saevecke war nicht einmal mein Stellvertreter. Mut kann man nicht erlernen, und die Schüsse gegen mich verdeckten gut die Spur“, so Saevecke später in einem Schreiben an den neuen BKA-Chef Paul Dickopf.
Saeveckes Rolle in der „Spiegel-Affäre“ führte zu Presseberichten, die seine nationalsozialistische Vergangenheit thematisierten. Im Februar 1963 forderte der Mailänder Stadtrat in einem einstimmig verabschiedeten Telegramm an Ministerpräsident Fanfani einen Prozess gegen Saevecke. Am 6. März 1963 beschäftigte sich der Deutsche Bundestag mit Saevecke. In einer Fragestunde bezeichnete Bundesinnenminister Hermann Höcherl Saevecke als „befähigten Beamten“, wertete die „SS-Zugehörigkeit von Saevecke als unfreiwillige Dienstgradangleichung“ und sah den BKA-Beamten „rehabilitiert“, so habe die Spruchkammer in der Entnazifizierung 1950 entschieden. Nachdem ein Bonner Ministerialbeamter erneut in Italien Zeugen gehört hatte, leitete Innenminister Höcherl am 24. April 1963 ein zweites Disziplinarverfahren ein. Saevecke ließ über einen Beamten der Sicherungsgruppe in Bonn bei der CIA anfragen, wer nach seiner nationalsozialistischen Vergangenheit recherchiere. Die CIA begann mit Nachforschungen, war sich aber unsicher, ob sie diese Informationen an Saevecke weiterleiten solle. Gegenüber den 1950er Jahren hatte sich die Haltung der CIA gegenüber Personen mit nationalsozialistischer Vergangenheit gewandelt: Dieser Personenkreis wurde für erpressbar gehalten und als potentielle Doppelagenten gesehen, so wie der 1961 enttarnte KGB-Agent Heinz Felfe. Tatsächlich hatte das Ministerium für Staatssicherheit der DDR Nachforschungen zu Saevecke anstellen lassen. Die Abteilung I der Hauptverwaltung Aufklärung (HVA) hatte ab 1961 – allerdings mit geringem Erfolg – zu Saeveckes Rolle in Polen ermittelt. Anhand der HVA-Unterlagen kann nachgewiesen werden, dass Saevecke beim deutschen Angriff auf Polen zur Einsatzgruppe VI gehörte. Die HVA stellte ihre Nachforschungen offenbar 1976 ein.
Im November 1964 wurde das zweite Disziplinarverfahren eingestellt, da keine Beweise erbracht worden waren, dass Saevecke „während des 2. Weltkrieges die ihm als Beamten obliegenden Pflichten dadurch verletzt hat, dass er bei seinem Einsatz als Kriminalbeamter gegen die Gesetze der Rechtsstaatlichkeit, der Menschlichkeit und der Menschenwürde verstoßen hat.“ Im Mai 1963 hatte Paul Dickopf gegenüber der CIA geäußert, dass das Disziplinarverfahren vermutlich keine neuen Erkenntnisse bringen werde, Saevecke aber seine Karriere beim BKA nicht fortsetzen werden könne. Im Mai 1965 wurde Saevecke zum Bundesluftschutzverband und im Mai 1966 zum Bundesamt für zivilen Bevölkerungsschutz abgeordnet. Die Abordnung wurde später in eine Versetzung umgewandelt. Bis 1971 war Saevecke als Sicherheitschef beim Bau des Regierungsbunkers bei Ahrweiler beschäftigt. Hier war er unter anderem für Sicherheitsüberprüfungen von Bauarbeitern und Bunkermitarbeitern sowie die Abschirmung der Baustelle gegenüber Spionage zuständig. Zudem war Saevecke an der Vorbereitung, Durchführung und Auswertung von NATO-Übungen im Bunker beteiligt; beispielsweise im Oktober 1966 an der Stabsrahmenübung Fallex 66, bei der die Zusammenarbeit zwischen NATO-Organen und nationalen Entscheidungsträgern erprobt werden sollte.
Ermittlungen der westdeutschen Justizbehörden führten nicht zu einer Anklage: In Berlin wurde gegen Saevecke im Verfahren gegen die Führungsebene des Reichssicherheitshauptamtes ermittelt. Die Ermittlungen gegen Saevecke wurden am 9. Februar 1967 eingestellt: Es könne nicht widerlegt werden, dass Saevecke nicht zum Referat V A2 für vorbeugende Verbrechensbekämpfung gehört habe. Zwei weitere Ermittlungsverfahren – die Geiselerschießungen in Mailand betreffend – wurden 1971 und im Mai 1989 eingestellt. Einem Ermittlungsvermerk der Polizei vom August 1960 zufolge hatte Saevecke erklärt, dass er für eine Aussage eine Genehmigung seiner damaligen Behörde benötige. Niemand könne ihn von seiner Schweigepflicht entbinden, da diese Behörde nicht mehr existiere.

### Verurteilung in Italien
In Italien wurden im Mai 1994 auf der Suche nach Unterlagen zu Erich Priebke auch Akten zu Ermittlungen gegen Saevecke aus der Zeit vor 1960 wiedergefunden. Ein zum Aktenfund im – so Presseberichte – „Schrank der Schande“ eingesetzter parlamentarischer Untersuchungsausschuss blieb sich über die Hintergründe uneinig. Nach einer internen Untersuchung der italienischen Militärjustizbehörden hatte der Chef dieser Behörde im Januar 1960 die „einstweilige Archivierung“ der Akten angeordnet. Betroffen waren Unterlagen über 2.274 Verbrechen in der Zeit des Zweiten Weltkrieges, die nach den gesetzlichen Vorschriften an die zuständigen Staatsanwaltschaften weiterzuleiten waren. Mitte der 1960er Jahre wurden etwa 1.300 Fälle abgearbeitet. 695 Akten verblieben im Sitz der Militär-Generalstaatsanwaltschaft in Rom in einem Schrank, der – mit der Schranktür zur Wand – zusätzlich mit einem Eisengitter abgesichert wurde.
Nach dem Aktenfund wurden im November 1997 in Italien Vorermittlungen gegen Saevecke eingeleitet, der zu dieser Zeit als Pensionär in Bad Rothenfelde bei Osnabrück lebte. Einer Aufforderung der italienischen Behörden, sich zur Verfügung des zuständigen Turiner Militärgerichts zu halten, kam Saevecke nicht nach. Eine Auslieferung Saeveckes an Italien unterblieb, da deutsche Staatsangehörige gemäß dem Grundgesetz nicht ausgeliefert werden dürfen. Am 9. Juni 1999 wurde Saevecke vom Turiner Militärgericht wegen der Geiselerschießungen im August 1944 in absentia zu lebenslanger Haft verurteilt. Saevecke starb 2000.